# Roberto Pettineo
Roberto Pettineo es un deportista italiano que compitió en taekwondo. Ganó una medalla de plata en el Campeonato Europeo de Taekwondo de 1980, en la categoría de –48 kg.

## Palmarés internacional
| Campeonato Europeo | Campeonato Europeo     | Campeonato Europeo | Campeonato Europeo |
| Año                | Lugar                  | Medalla            | Categoría          |
| ------------------ | ---------------------- | ------------------ | ------------------ |
| 1980               | Copenhague (Dinamarca) | Medalla de plata   | –48 kg             |